# Ярмаркова вулиця (Київ)
Ярмаркова ву́лиця — зникла вулиця, що існувала в Дніпровському районі (на той час — Дарницькому районі) міста Києва, місцевість Микільська Слобідка. Пролягала від Червоногарматної вулиці до вулиці Будьонного.

## Історія
Вулиця виникла в 1-й чверті ХХ століття, під такою ж назвою.
Ліквідована 1971 року у зв'язку зі знесенням старої забудови.